# Leony

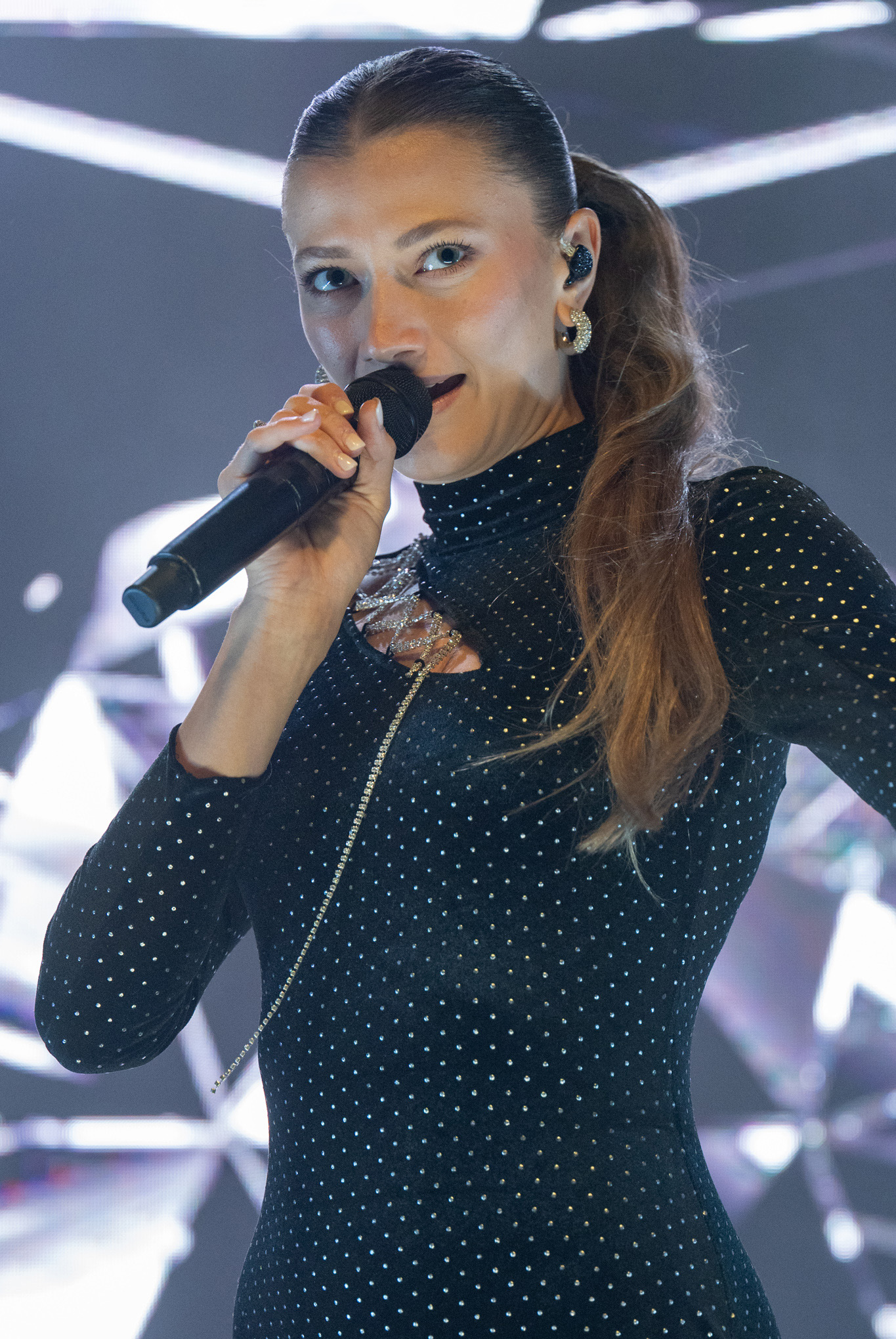
Leony (2024)

Leony (* 25. Juni 1997 als Leonie Burger in Cham) ist eine deutsche Popsängerin und Songschreiberin.

## Karriere

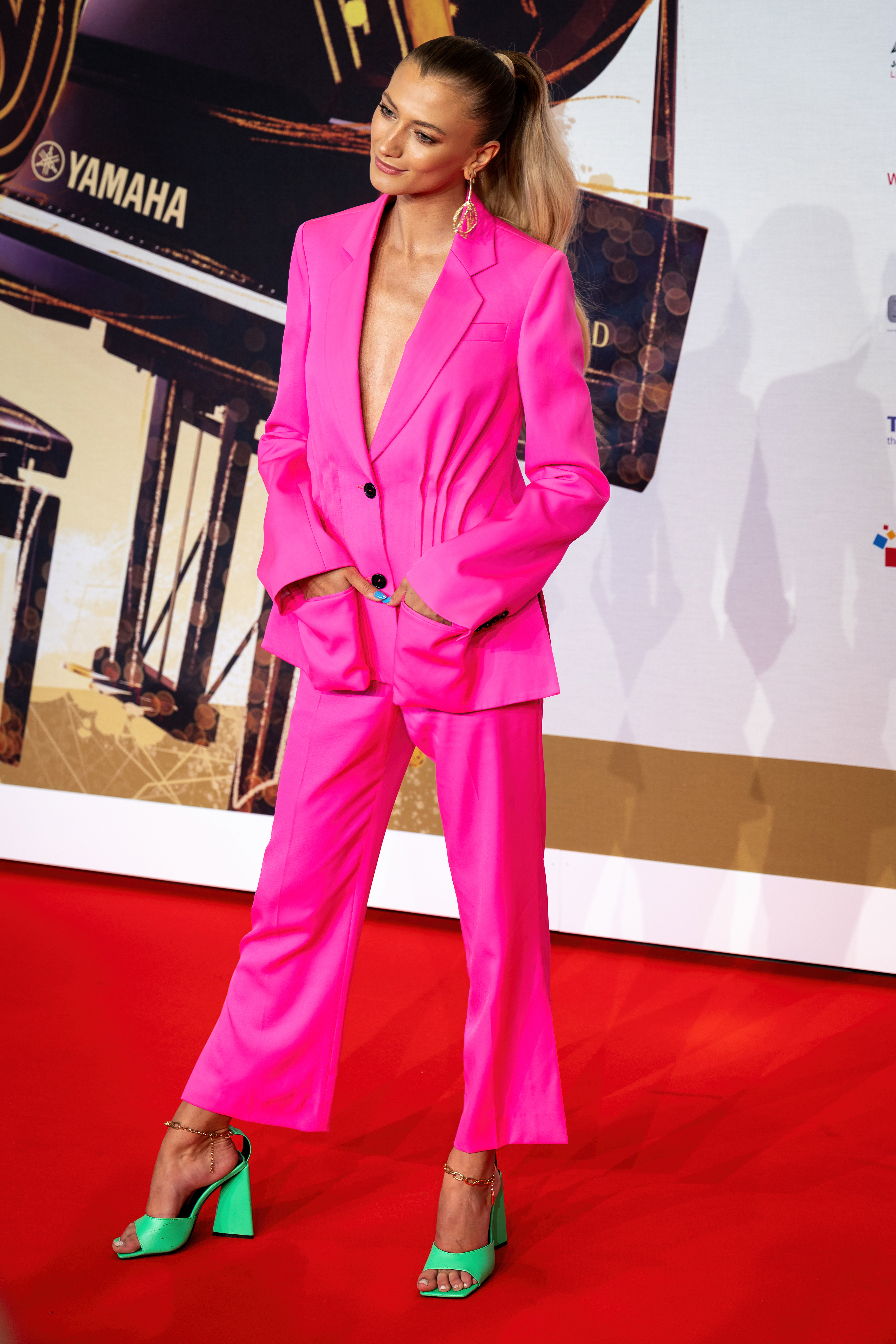
Leony (2022)

Zusammen mit Julian Vogl und Maximilian Böhle trat sie 2014 in der RTL-Show Rising Star unter dem Bandnamen Unknown Passenger auf. Im Finale erhielten sie 92,77 % der Zuschauerstimmen für ihre Version von Stay. Bei der Show lernte sie ihren späteren Manager Nik Hafermann kennen. Die Band hatte einige Auftritte in kleineren Clubs, löste sich jedoch anschließend auf. Leony tritt seitdem als Solokünstlerin auf.
Nach dem Abitur unterschrieb sie 2016 einen Vertrag bei Sony Music in Australien. Anschließend absolvierte sie ein Vocalcoaching. Ihre ersten Songs entstanden in Schweden. 2017 veröffentlichte sie ihre Debütsingle Surrender. Der Song wurde in einem Werbespot für eine Unterwäschekollektion von Sylvie Meis verwendet. 2018 folgte die Single Boots und 2019 More Than Friends.
Danach stellte sie sich mit neuem Team auf. Neue Manager und Produzenten wurden Vitali Zestovskih und Mark Becker. Zusammen mit dem DJ-Duo Vize und Sam Feldt veröffentlichte sie die Single Far Away from Home. Der Durchbruch gelang ihr im Juli 2020 mit einer Neuinterpretation des Modern-Talking-Songs Brother Louie, einer Kollaboration mit Vize, dem kasachischen Künstler Imanbek und Dieter Bohlen und ihrer Single Remedy. 2022 war sie bei der Fernsehsendung Dein Song Musikpatin für Emilia und deren Song Outside and Inside.
Leony wirkte 2023 in der 20. Staffel der Castingshow Deutschland sucht den Superstar als Jurorin mit. Sie schrieb die Finalsongs der letzten Kandidaten, wovon zwei die offiziellen Charts im DACH-Raum erreichten. Leony sang mit Fire den offiziellen Song zur Fußball-Europameisterschaft 2024. Sie ersetzte Kim Petras, die wegen Terminschwierigkeiten abgesagt haben soll.

## Fernsehen
- 2014: Rising Star (als Teilnehmerin)
- 2023: Deutschland sucht den Superstar (als Jurorin)
- 2024: Schlag den Star (als Teilnehmerin)
- 2024: The Voice Kids (als Gastcoach)

## Diskografie
Studioalben

| Jahr | Titel Musiklabel                           | Höchstplatzierung, Gesamtwochen, AuszeichnungChartplatzierungen (Jahr, Titel, Musiklabel, Platzierungen, Wochen, Auszeichnungen, Anmerkungen) | Höchstplatzierung, Gesamtwochen, AuszeichnungChartplatzierungen (Jahr, Titel, Musiklabel, Platzierungen, Wochen, Auszeichnungen, Anmerkungen) | Höchstplatzierung, Gesamtwochen, AuszeichnungChartplatzierungen (Jahr, Titel, Musiklabel, Platzierungen, Wochen, Auszeichnungen, Anmerkungen) | Anmerkungen                                            |
| Jahr | Titel Musiklabel                           | DE | AT | CH | Anmerkungen                                            |
| ---- | ------------------------------------------ | --- | --- | --- | ------------------------------------------------------ |
| 2023 | Somewhere in Between Kontor Records (Edel) | DE20 (2 Wo.)DE | AT28 (1 Wo.)AT | — | Erstveröffentlichung: 24. März 2023 Verkäufe: + 15.000 |
| 2025 | Oldschool Love Kontor Records (Edel)       | DE12 (2 Wo.)DE | AT24 (1 Wo.)AT | — | Erstveröffentlichung: 28. Februar 2025                 |

## Auszeichnungen und Nominierungen

### Auszeichnungen
Nickelodeon Kids Choice Awards
- 2023: „Lieblings-Ohrwurm: Deutschland, Österreich, Schweiz“ (für Remedy)[12]

New Music Awards
- 2021: „Durchstarter/in des Jahres“[13]

Radio Galaxy Awards
- 2021: „Shooting-Star“[14]

Radio Regenbogen Awards
- 2023: „Pop National“[15]

### Nominierungen
1 Live Krone
- 2021: „Bester Dance Act“[16]
- 2021: „Beste Single“ (für Faded Love)[16]
- 2022: „Beste Künstlerin“[17]
- 2022: „Bester Song des Jahres“ (für Remedy)[18]
- 2022: „Bester Hip-Hop/R&B Song“ (für Follow) [mit Kontra K, Sido][19]
- 2023: „Bester Dance Song“ (für Somewhere In Between)[20]

Bambi
- 2023: „Erfolgreichste Künstlerin des Jahres (Publikumspreis)“[21]

New Faces Awards
- 2021: „Music“[22]

## Sonstiges
Leony hat zwei ältere Brüder, einer ist der Fußballspieler Korbinian Burger.